# Mios, Gironde
Mios är en kommun i departementet Gironde i regionen Nouvelle-Aquitaine i sydvästra Frankrike. Kommunen ligger i kantonen Audenge som tillhör arrondissementet Arcachon. År 2022 hade Mios 11 756 invånare.

## Befolkningsutveckling
Antalet invånare i kommunen Mios
Referens:INSEE